# Tiny Glade
Tiny Glade es un videojuego de construcción de ciudades de estilo sandbox. Su mecánica se basa en permitir al jugador la construcción de castillos, ruinas y otros edificios de la Edad Media. Producido por el estudio sueco Pounce Light, salió el 23 de septiembre de 2024.

## Jugabilidad y estilo
Tiny Glade no incluye ningún tipo de desafío tradicional y los jugadores tienen la libertad de hacer lo que quieran con las herramientas que tienen a su disposición. El juego tiene una temática medieval y permite construir castillos, ruinas, cabañas, etc.
Es considerado por la crítica como un juego acogedor, un estilo de videojuegos que enfatizan la no violencia y la relajación.

## Recepción
Tiny Glade fue finalista en los Steam Awards 2024 en la categoría de Siéntate y relájate.